# دبابة تجسير

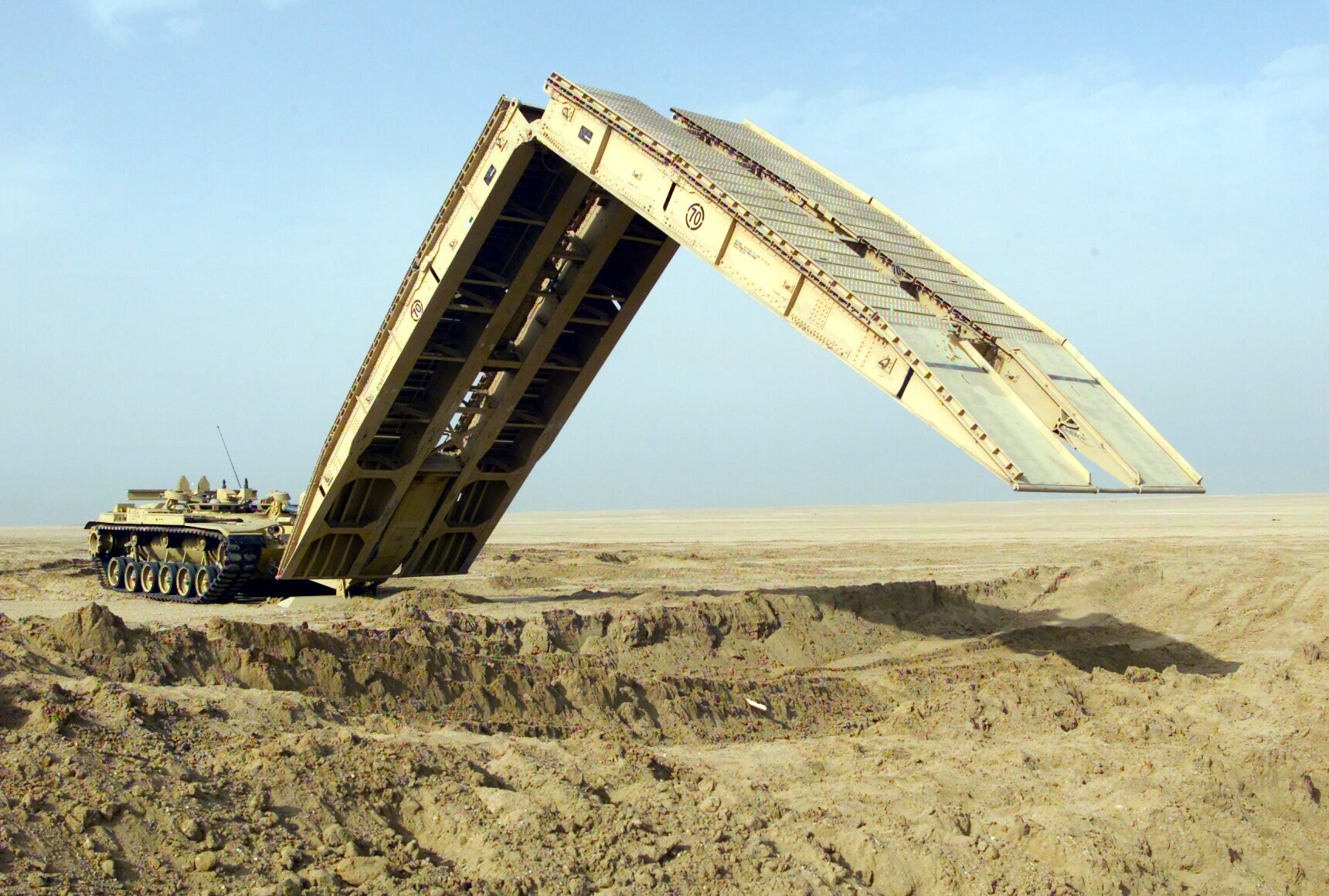
دبابة جسرية أمريكية خلال التدريب في الكويت

دبابة تركيب جسور تعرف كذلك باسم دبابة جسرية و دبابة الجسر نوع من مركبات دعم المدرعة بحيث تقدم الدعم للدبابات والمدرعات لعبور الموانع كالأنهار أو الخنادق، بدء ظهور هذا النوع من المركبات بشكل واضح منذ الحرب العالمية الثانية لدى الجيش الألماني لتسهيل عبور الوحدات المدرعة من الجيش خلال العوائق لكن وزنها المفرط تسبب في أنخفاض فاعليتها، صمم البريطانيون نسخ متلاحقة أكثر ملائمة من النسخ الألمانية.

## معرض صور

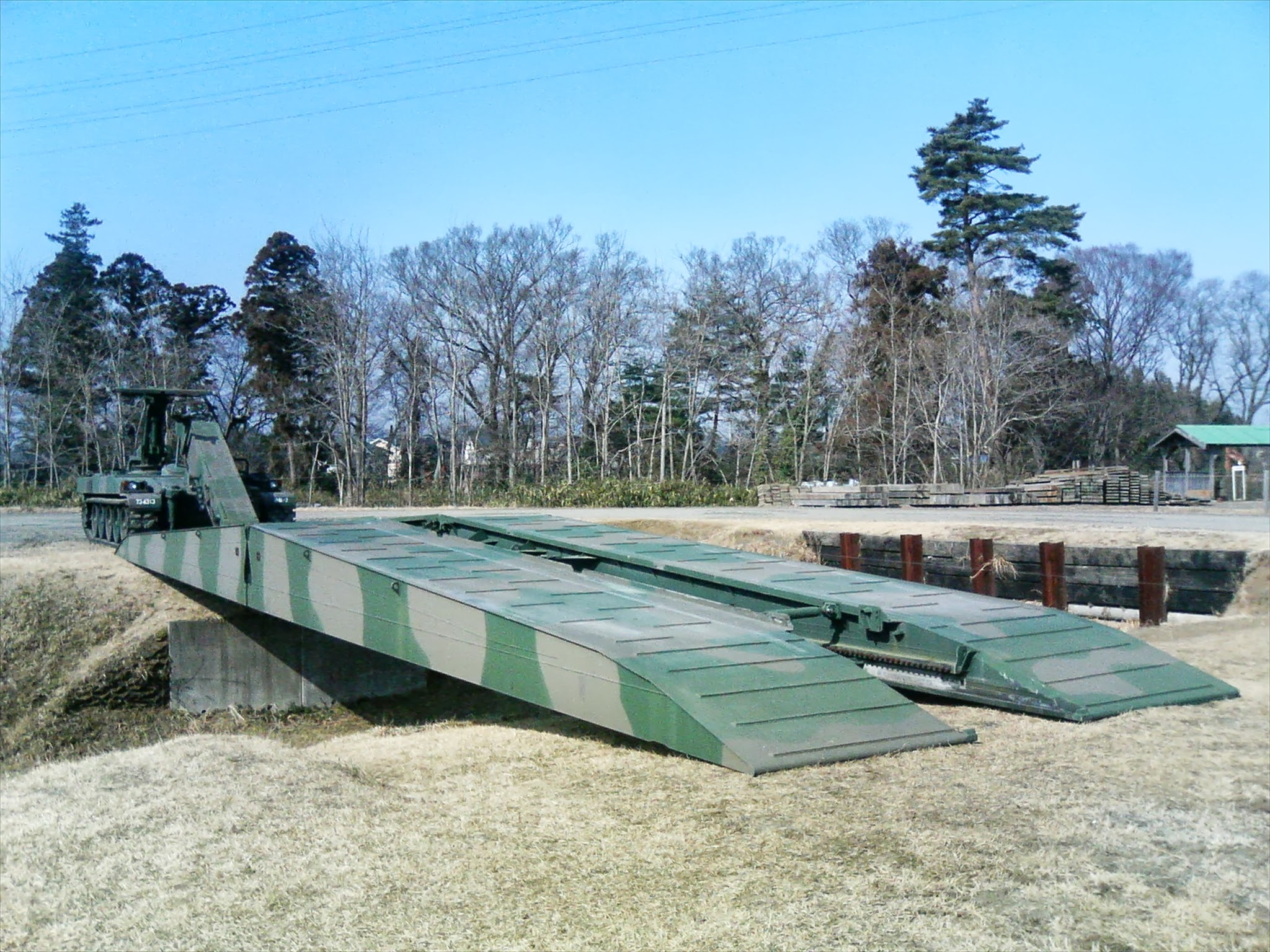
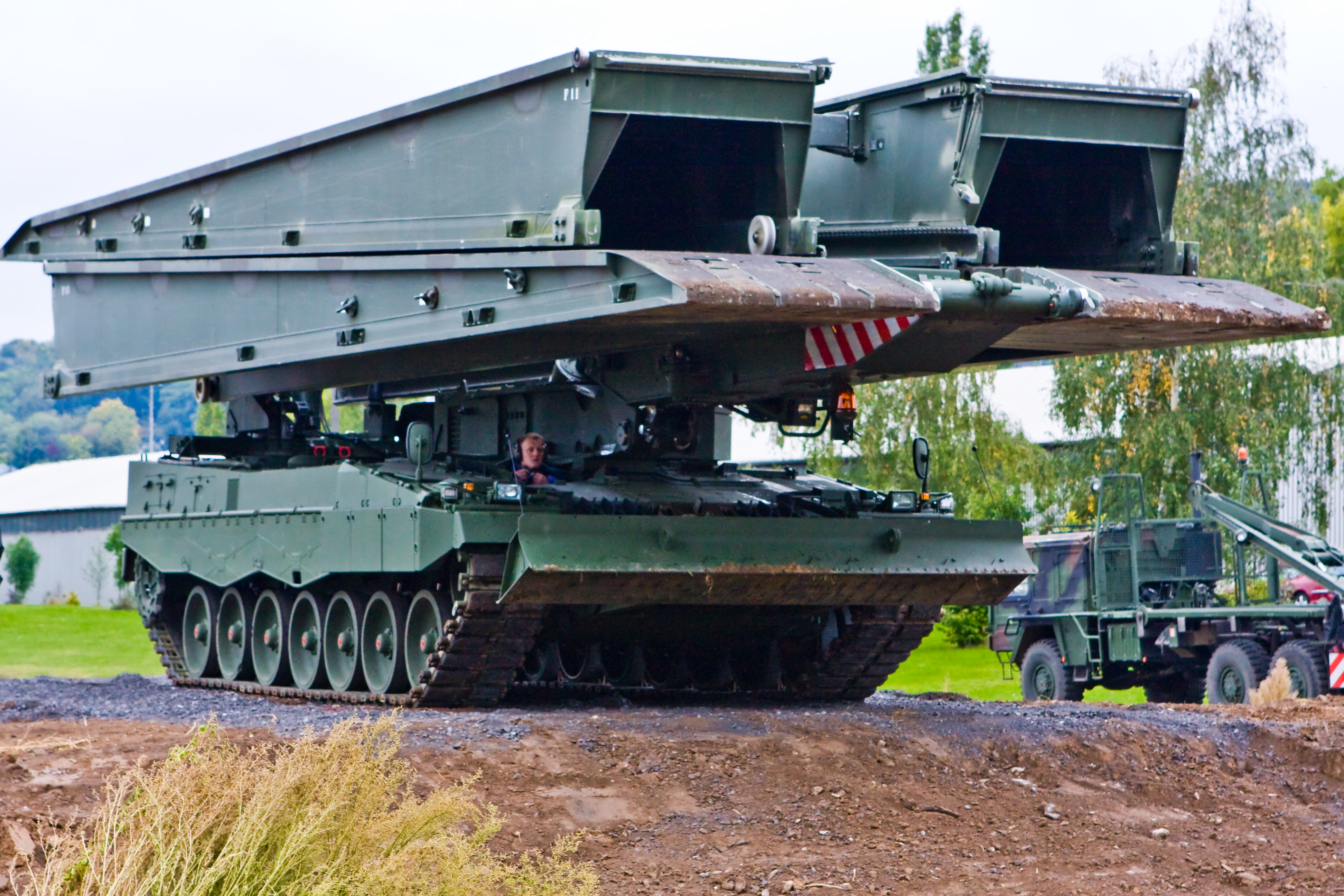
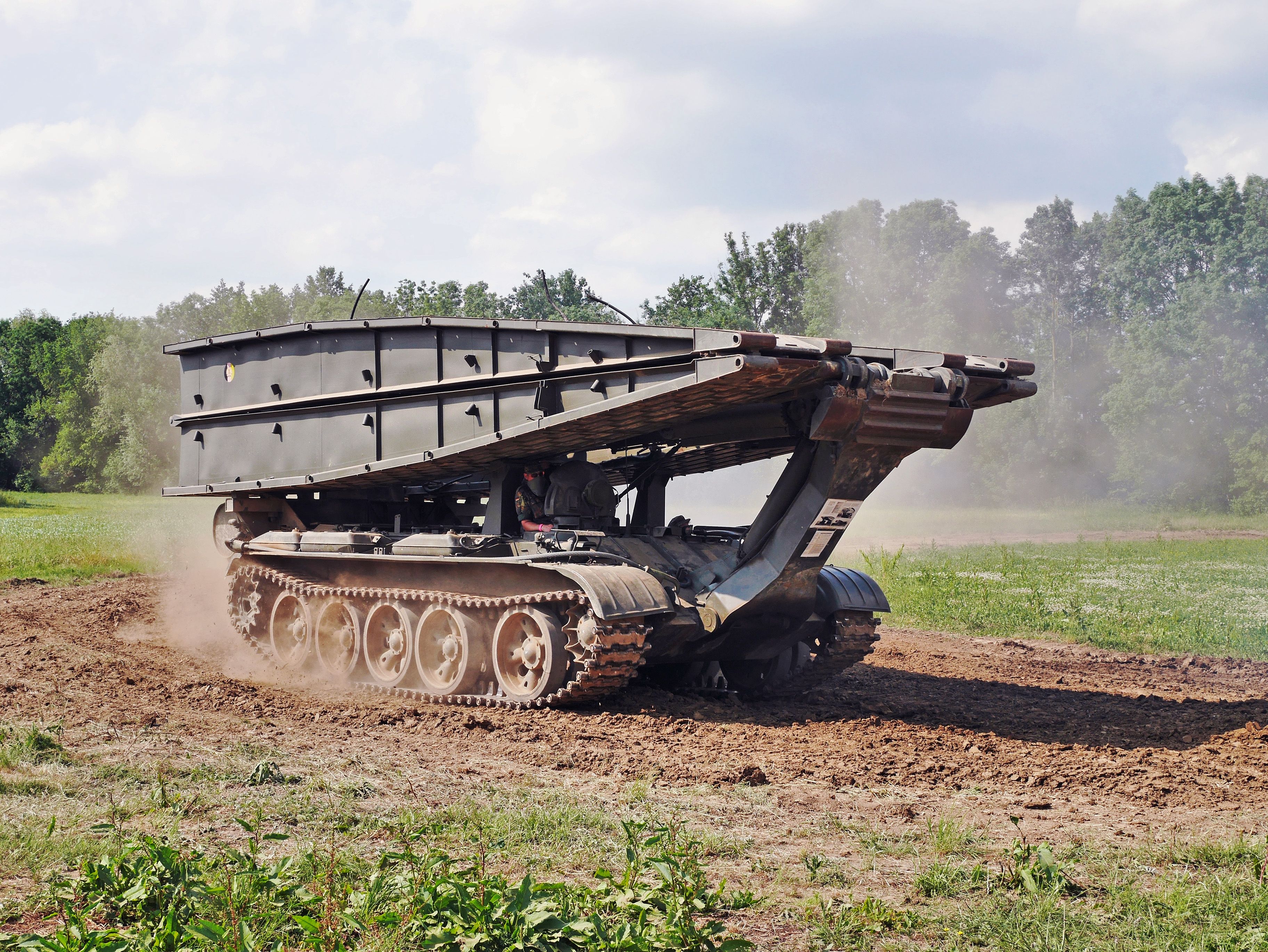
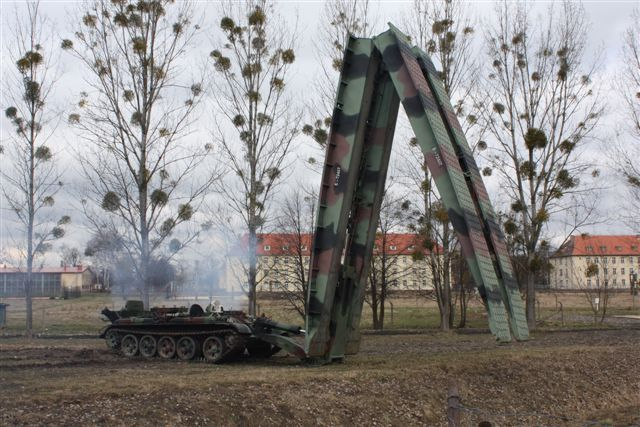
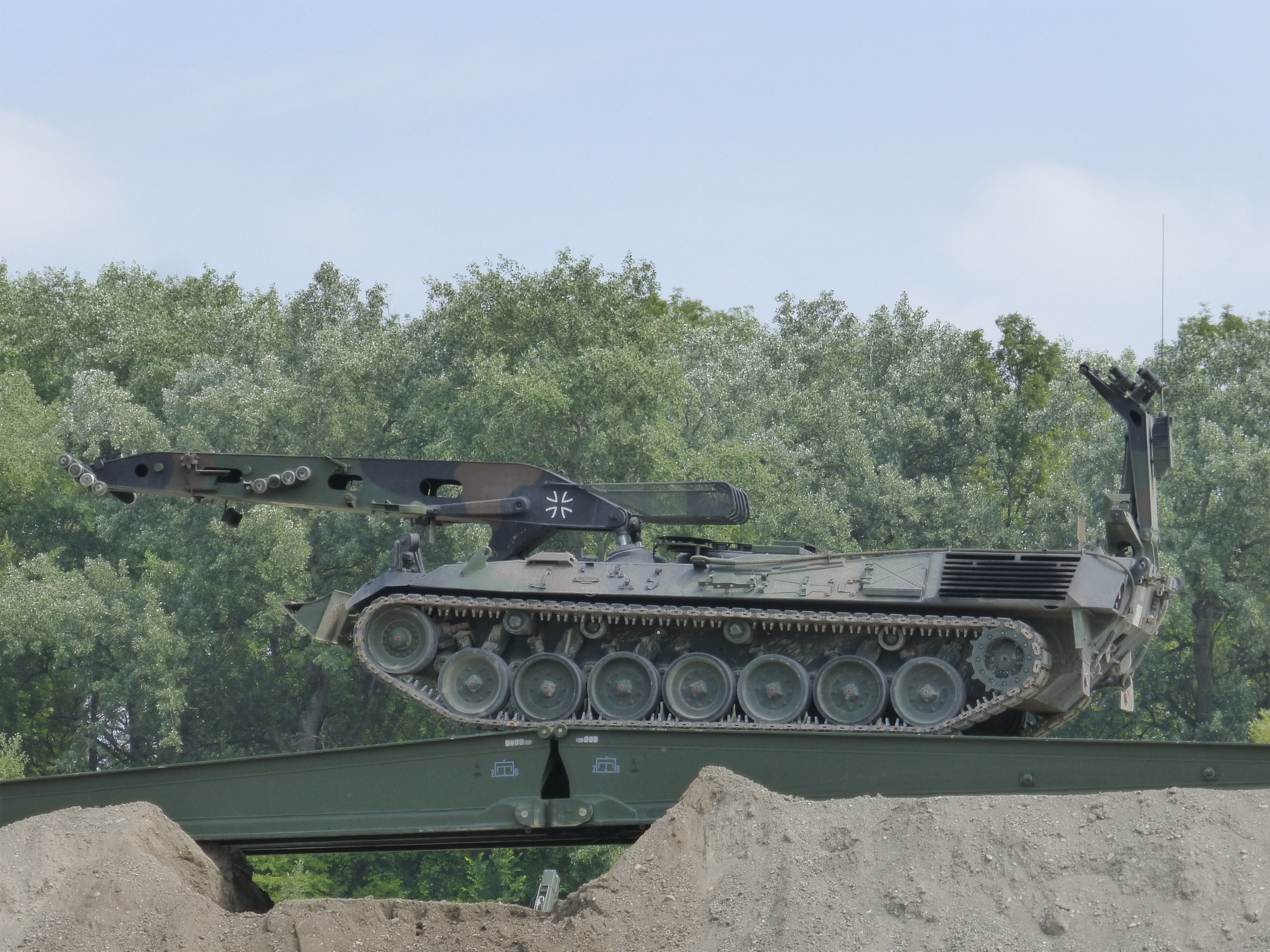
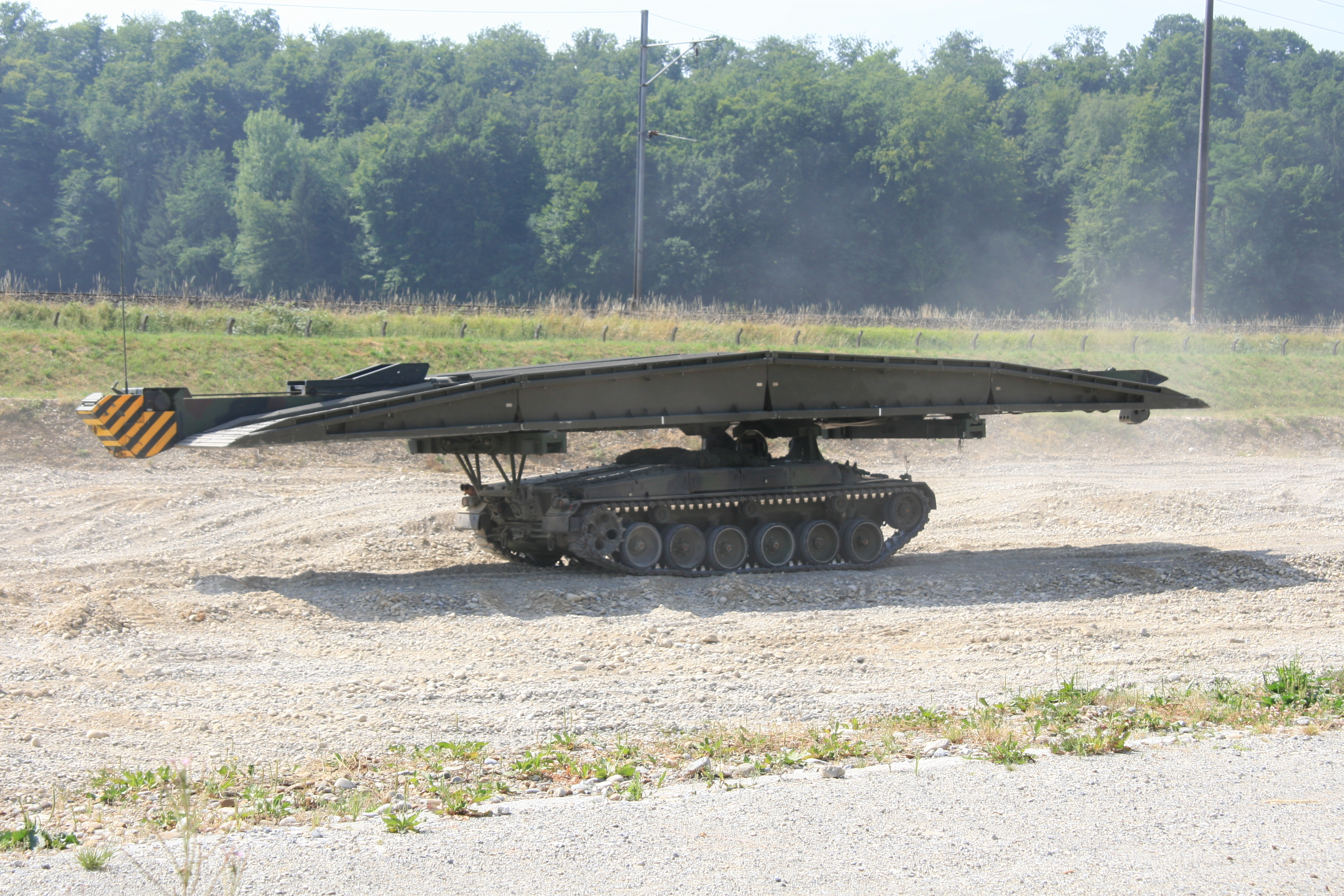